# مكتبة المنارة العالمية

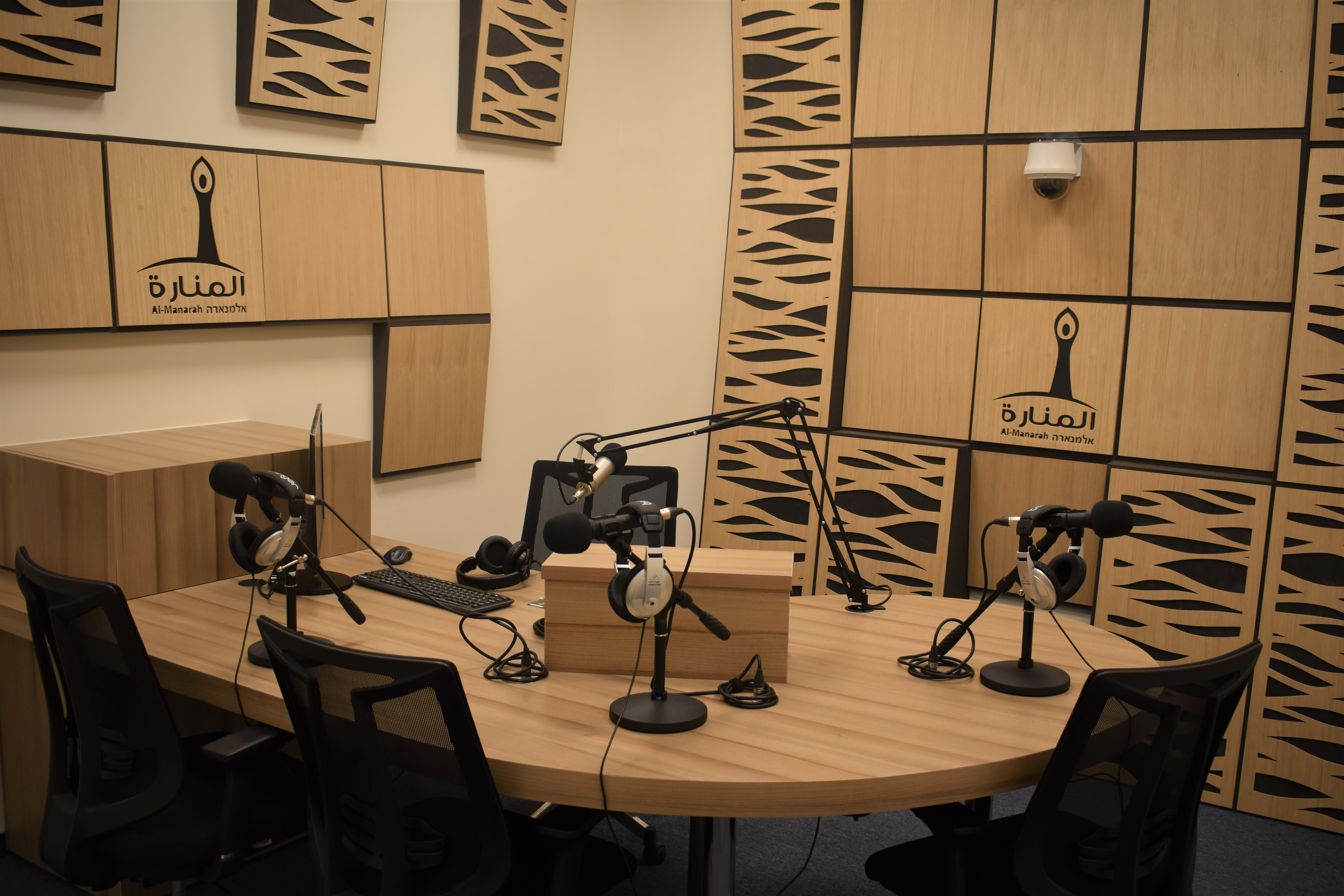

تُعدّ مكتبة عرب كاست، المكتبة العربية الأولى من نوعها في العالم العربي والملائمة لذوي الهمم، والمتخصّصة بإصدار الكتب الملاءَمة الصّوتيّة والرّقميّة.
تأسست المكتبة عام (2010)، بمبادرة من جمعية المنارة التي تدعم الأشخاص من ذوي الهمم.

## محتويات المكتبة
تحتوي المكتبة الرقمية والصوتية على آلاف من الإصدارات الصّوتيّة أو الرّقميّة، في مجالات ثقافيّة متعدّدة، منها روايات الرعب والتشويق، روايات رومانسية، روايات مجتمعية، المرأة والمجتمع، قصص الأطفال المتنوّعة، والروايات الأدبيّة والشّعر العربيّ والتّنمية البشريّة وتطوير الذّات والتّربية والتّعليم وغيرها.
أصدرت مكتبة عرب كاست، أكثر من 6,500 إصدار صوتيّ المتمثل بأكثر من 150,000 ساعة مسجلة، بجودة عالية، بصوت كوكبة من القارئين والإعلاميّين البارزين. تُتاح كافّة الكتب مجانا لذوي الهمم بعد تسجيلهم، بينما يمكن لكل مشترك أن يستمتع بآلاف الكتب الصوتية حال اشتراكه في المكتبة.

## انجازات المكتبة
حازت مكتبة عرب كاست عام (2017)، على جائزة سمو الشيخ محمد بن راشد آل مكتوم للغة العربية، في محور الثقافة والفكر ومجتمع المعرفة، وذلك عن فئة أفضل مبادرة لتعزيز ثقافة القراءة وصنع مجتمع المعرفة.
كذلك فازت مكتبة عرب كاست بجائزة "Zero Project" كأفضل المبادرات لإتاحة المعلومات في المؤتمر السنوي للمؤسسة والذي عقد في مقر الامم المتحدة في العاصمة النمساوية فيينا.

## تطبيق عرب كاست
في مطلع عام 2024، تم إطلاق تطبيق مكتبة عرب كاست الجديد للهواتف الذكية ArabCast Books، والتي عكفت جمعية المنارة على تطويره بمساعدة شركة تطوير التطبيقات NadSoft، لمدة تتجاوز السنتين. يتميّز التطبيق بسهولة استعماله وتقنياته المتطورة، وأهمها إتاحته الكاملة لذوي الهمم. 
يتميز التطبيق بتقنياته الحديثة والمتطورة في عالم الكتب الرقمية، حيث يوفر لمستخدميه سهولة حفظ الكتب التي يتم الاستماع اليها، حفظ مكان الاستماعالحالي بشكل اوتوماتيكي، متابعة آخر جديد الكتب التي تهمني، البحث المتقدم بحسب تفاصيل الكتاب، برامج البودكاست النوعية وغيرها. كما ويعتبر التطبيق المنصة المحلية والعالمية لمكتبة ArabCast، والتي تحتوي على آلاف الكتب الصوتية المتنوّعة من قصص أطفال، روايات، تنمية بشرية وغيرها. 
الجديد والمميز بهذا التطبيق، أنه يوسع جمهور المستخدمين ليشمل كل إنسان يحب القراءة من بلادنا والوطن العربي، حيث يمكن للأشخاص الذين لديهم قليل من الوقت للقراءة، الاستفادة من الكتب الصوتية للاستماع إليها أثناء القيادة أو السفر، أو أثناء ممارسة الرياضة، أو أثناء العمل في البيت أو قبل النوم أو خلال أي نشاط آخر يمكن أن يكون مناسبًا للاستماع.
يمكنكم تحميل تطبيق مكتبة ArabCast من خلال الروابط التالي: 
متجر تطبيقات أبل: https://apps.apple.com/us/app/arbcast/id597383899
متجر تطبيقات جوجل: https://play.google.com/store/apps/details?id=com.arabcast.almanarah

## وصلات خارجية
https://arabcast.org/